# Univers Disney
L'Univers Disney est une expression désignant l'ensemble des mondes imaginaires apparus dans les nombreuses productions de la Walt Disney Company et de ses filiales. L'Univers Disney désigne à la fois l'univers de Mickey Mouse, l'univers des canards de Disney, et ceux des productions de Walt Disney Pictures en général, mais aussi de Pixar.
Certains de ces mondes-univers s'entrecroisent à des fins narratives (certains diront commerciales) ou humoristiques.
La société Disney utilise ces mondes pour produire de nombreux produits dérivés avec par exemple : 
- des grands classiques et ses suites de films, des séries télévisées
- des livres (bandes dessinées ou roman)
- des attractions dans les parcs
- des jeux vidéo
- des jeux pour enfants
- des accessoires pour la maison.

## Principales caractéristiques
Les mondes créés ou développés par la société Disney possèdent des caractéristiques assez régulières, participant l'association du terme Disney à ceux d'« imaginaire » et de « féerique » :
- les objets sont animés voire dotés d'attributs anthropomorphes
- les animaux sont très souvent anthropomorphes ou dotés de la parole.

## Quelques univers Disney
- Mickey Mouse
- Dingo
- Roger Rabbit
- Univers des canards de Disney
  - Donald Duck
  - Picsou
- Princesses Disney
  - Blanche-Neige et les Sept Nains
  - Cendrillon
  - La Belle au Bois Dormant
  - La Petite Sirène
  - La Belle et la Bête
  - Alice au Pays des Merveilles
  - Raiponce
- Pinocchio
- Dumbo
- Peter Pan
- Les101 Dalmatiens
- Merlin l'Enchanteur
- Muppets
- Le Livre de la jungle
- La Coccinelle
- Winnie l'ourson
- Tron
- Aladdin
- Le Roi lion
- Toy Story
- Hercule
- Inspecteur Gadget
- Monstres et Cie
- Lilo et Stitch
- Pirates des Caraïbes
- Le Monde de Nemo
- Le Monde de Narnia
- High School Musical
- Cars
- La Reine des neiges
- Méchants de Disney
- Descendants
- Vice-versa